# Primorje Władywostok (piłka siatkowa)
Primorje Władywostok (ros. Приморье Владивосток) – rosyjski żeński klub siatkarski z siedzibą we Władywostoku.